# Живко Сталев
Живко Стоянов Сталев е български юрист, автор на многобройни монографии, студии и статии, учебни помагала. Дълги години е заместник-директор и директор на Института по правни науки към Българската академия на науките. Член е на Международната академия по процесуално право и на редица други европейски институции. През 1990 г. Живко Сталев е председател на Централната избирателна комисия за VII велико народно събрание, председател е на Конституционния съд от 1997 до 2000 г.

## Биография
Роден е през 1912 година в семейството на революционера Стоян Сталев. Майка му Виктория е от прочутия български род от Прилеп, Кондови. Отказал се от медицината, се записва в единствения по това време в страната Юридически факултет – към Софийския университет, където по-късно е преподавател по граждански процес, търговско и държавно право. Професорската му книга е „Сила на пресъдено нещо в гражданския процес“. Владее 6 езика. Заемал е още длъжностите народен съдия, секретар на Кодификационния съвет на Министерството на правосъдието, член-кореспондент на Международната академия по сравнително право.
Автор на „Закон за нормативните актове“, обнародван в Държавен вестник, бр. 27 от 3 април 1973 г. Идеолог на Българския арбитражен съд.
Енциклопедичният Живко Сталев е автор на двадесет и шест монографии в почти всички клонове на гражданското право, пет учебника и над сто студии и статии.
Носител е два пъти на орден „Стара планина“ – през 1997 и през 2002 г.
Живко Сталев е баща на юриста и дипломат Стоян Сталев (р. 1952). Сестра на Живко Сталев е Лилия Сталева, преводач от френски език със съществен принос за популяризиране на френската култура в България.

## Памет
На професор Живко Сталев е наречена улица в кварталите „Студентски град“ и „Малинова долина“ в София (Карта).